# Taussig (krater)
Taussig är en nedslagskrater på planeten Venus. Taussig har fått sitt namn efter den amerikanska läkaren Helen Brooke Taussi.
Kratern har en diameter på ungefär 25 km.